# Pristomyrmex browni
Pristomyrmex browni é uma espécie de formiga do gênero Pristomyrmex, pertencente à subfamília Myrmicinae.